# Can Castany
Can Castany és un monument del municipi de Vilanova i la Geltrú (Garraf) protegit com a bé cultural d'interès local.

## Descripció
Edifici entre mitgeres amb pati posterior, de planta baixa, dos pisos i àtic.
La façana principal és de composició simètrica. A la planta baixa hi ha la porta d'accés, centrada, d'arc de mig punt, i una finestra d'arc carpanell a cada banda.
El primer i segon pis presenten una estructura idèntica, formada per una galeria amb cinc obertures d'arc de mig punt, les dues dels costats arran de paviment i les tres centrals amb ampit. Aquests dos pisos estan separats per una imposta.
L'edifici està coronat per una cornisa i la barana de la terrassa de l'àtic, que combina l'obra i el ferro. A l'àtic, les obertures són rectangulars i hi ha na pèrgola de fusta.
La façana posterior també presenta galeries. El pati és pavimentat i té una petita font.

## Història
Segons consta a l'arxiu Municipal de Vilanova i la Geltrú, l'any 1921 es va demanar permís a l'ajuntament per a la construcció d'un edifici, per encàrrec de la propietària del solar, Nila Santacana de Castany, segons projecte de l'arquitecte Josep Francesc Ràfols i Fontanals. El mateix any es demanà permís per ampliar amb una nova planta el projecte original.